# Slottet i Chantilly

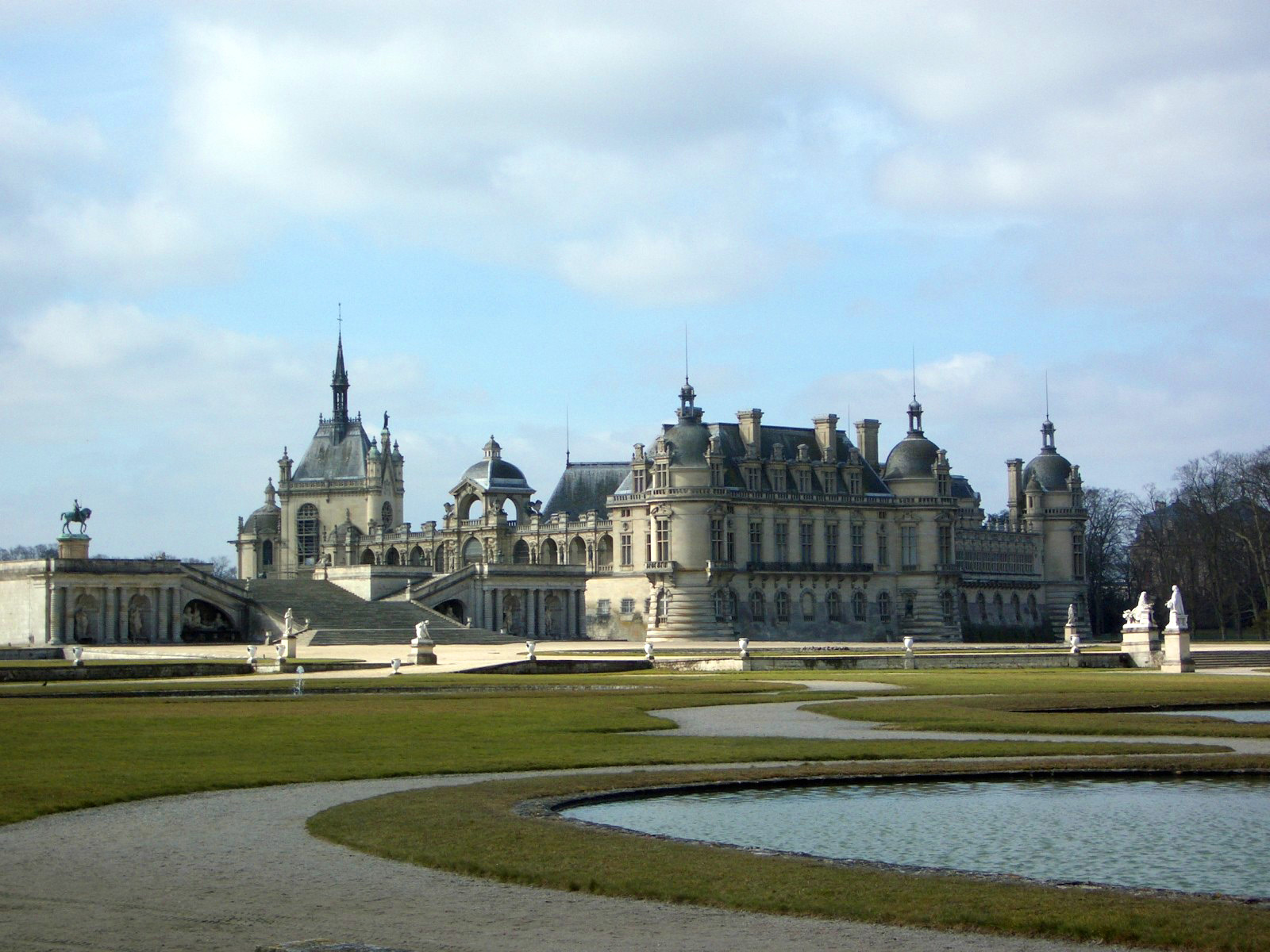
Slottet i Chantilly

Slottet i Chantilly (franska Château de Chantilly) ligger 38 kilometer nordost om Paris, fågelvägen.
Slottet består av två byggnader, Grand Château som förstördes under franska revolutionen och Petit Château som byggdes omkring 1560 för Anne de Montmorency. Det ägs idag av Institut de France, som håller det öppet för allmänheten.

## Historia
1484 kom egendomen i familjen Montmorencys ägo. Det första huset, som senare ersattes av Grand Château, byggdes av Pierre Chambiges mellan 1528 och 1531 för ståthållaren Anne de Montmorency. Petit Château byggdes också för honom, omkring 1560, förmodligen av Jean Bullant. 1632, efter att Henrik II hade avlidit, ärvde Louis II Condé egendomen efter sin mor, som kom från Montmorencyfamiljen.
Flera historiska föremål associeras med slottet under 1600-talet. År 1659 framfördes Molières Les Précieuses ridicules första gången på slottet. Marie de Rabutin-Chantal skrev i sina memoarer att när Ludvig XIV besökte slottet 1671, begick köksmästaren Vatel självmord då han befarade att fisken skulle serveras för sent.
Den ursprungliga byggnaden totalförstördes under franska revolutionen. Den renoverades i ett anspråkslöst skick av den sista hertigen, men byggdes helt om 1875-1881 av Henri av Orléans, hertig av Aumale (1822-1897) efter ritningar av Honoré Daumet. Slottet möttes därefter av skiftande omdömen. Boniface de Castellane sade: Vad som idag väcker förundran är ett av de sämsta exemplen på arkitektur i vår tid - att komma in på andra våningen och gå nedåt till salongerna. Mellan 1853 och 1872 konfiskerades slottet från hertigen av Orléans och det ägdes då av den engelska banken Coutts. Hertigen av Aumale testamenterade egendomen till Institut de France vid sin död 1897.
Under första världskriget var Chantilly den yttersta gränsen för de tyska trupperna i regionen. Slottet var högkvarter för Joseph Joffre, där flera möten mellan de allierade ägde rum.

## Egenskaper
Slottets konstgalleri, Musée Condé, har efter Louvren en av de förnämsta samlingarna av historiska målningar och gamla böcker i Frankrike, speciellt från 1400- och 1500-talet. Biblioteket i Petit Château inrymmer över 700 manuskript och 12 000 volymer, däribland Gutenbergs Bibel och Les Très Riches Heures du Duc de Berry av hertig Jean de Berry.
Parken med omfattande parterrer och vattenkonstruktioner, planerades av den berömde landskapsarkitekten André Le Nôtre för Grand Condé. Där finns även en engelsk trädgård med vattenfall och flera paviljonger.
På egendomen finns även Grandes Écuries (de stora stallen). Enligt en berättelse trodde prinsen av Condé, Louis Henri I av Bourbon, att han skulle reinkarneras som häst efter sin död. År 1719 bad han sin arkitekt, Jean Aubert, att bygga stallar som passade hans status. De 186 meter långa stallarna anses vara de vackraste i världen.

## Övrigt
Slottet och stallarna var med i James Bond-filmen Levande måltavla. Fotbollsspelaren Ronaldo Luís Nazário de Lima hade bröllopsfesten i slottet då han gifte sig med Daniella Cicarelli. Vartannat år i juni hålls Nuits de Feu (Eldnätterna) i slottsparken då deltagare från hela världen uppträder i en fyrverkeritävling.